# Atesta angasii
Atesta angasii är en skalbaggsart som först beskrevs av Francis Polkinghorne Pascoe 1864.  Atesta angasii ingår i släktet Atesta och familjen långhorningar. Inga underarter finns listade.